# 不偏レンダリング

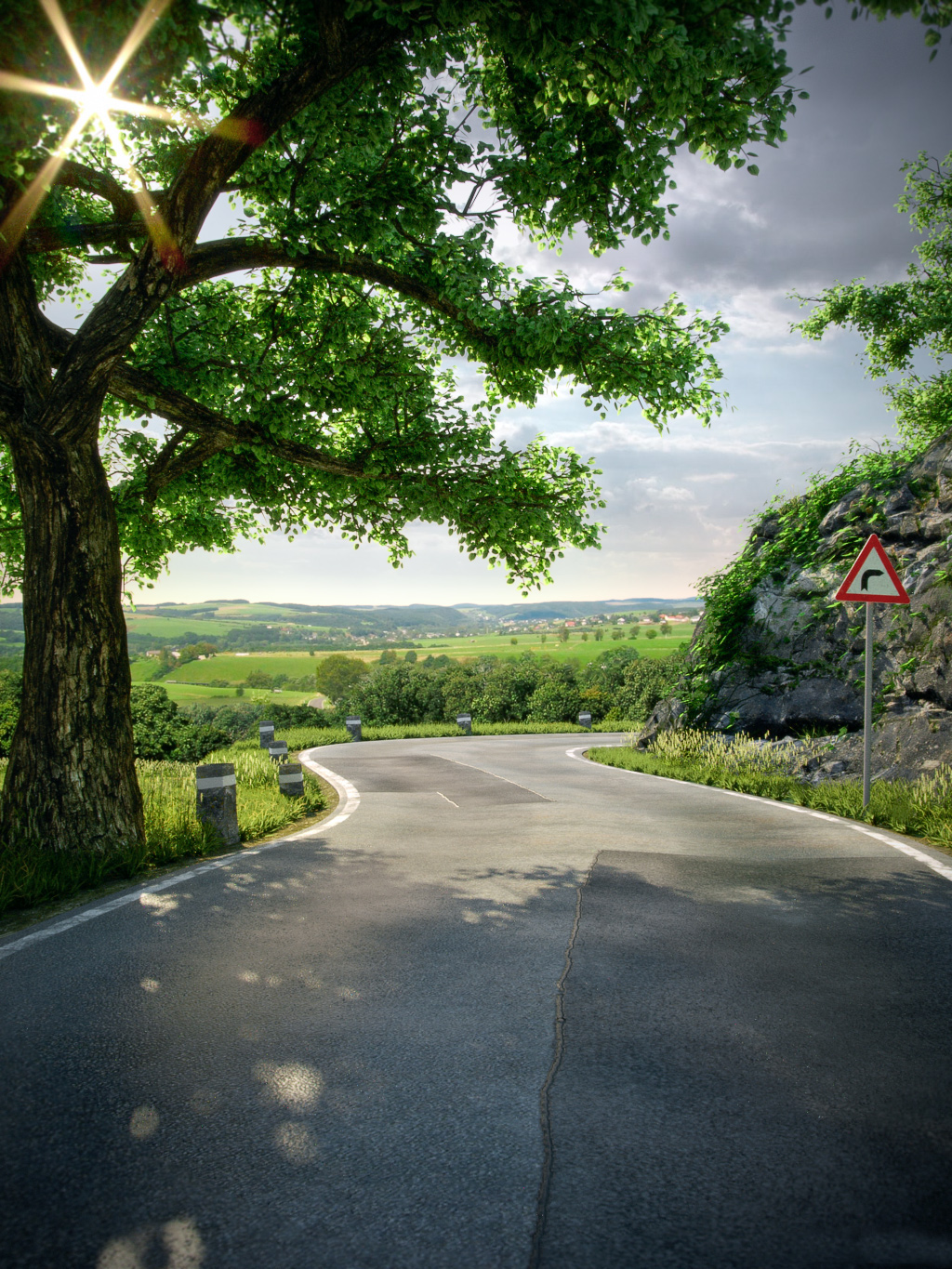
Indigo Rendererを使用した不偏レンダーの例

不偏レンダリング（ふへんレンダリング）とは、コンピュータグラフィックにおいて、放射輝度の近似に系統誤差または偏り (バイアス) を導入しないレンダリング手法を指す。そのため、この手法は、他のレンダリング手法の比較用リファレンス画像を生成するためによく使用される。数学的に言えば、不偏推定量の期待値は、幾つの測定も常に母集団の平均となるものである。不偏レンダリングで見つかる誤差は、高周波ノイズとして結果の画像に現れる分散に起因するはずである。n 個の標本値群に対して、分散は n で減り、標準偏差は √n で減る。つまりこれは、誤差の標準偏差を半減するために、4倍に等しい標本値群が必要となることを意味する。このため、リアルタイムまたはインタラクティブ速度のアプリケーションでは、不偏レンダリング手法があまり魅力的とはならない。反対に、スムーズでノイズ無く出る不偏レンダラーによって生成された画像は、確率的に正しいものである。
他方、非不偏 (バイアス) レンダリング手法は必ずしも間違っているとは限らず、推定が一致であれば正しい解に収束しうる。しかしながら、分散（高周波ノイズ）を減らすため、大抵はぼかしの形で、一定の偏り誤差が導入される。偏りのない手法では、すべての取りうるパスを考慮できないことに留意することが重要である。パストレーシングでは、点光源に直接反射される経路(パス)を無作為で生成するということがとても起こりにくいので、点光源から生成されたコースティクスを一致して処理することはできない。プログレッシブ・フォトン・マッピング（PPM）は、非不偏レンダリング手法であり、コースティクスを非常に上手く処理することが可能である。偏りはあるものの、PPMは明白に一致である。それはつまり、サンプル数が無限になると偏り誤差がゼロとなり、推定値の正しい確率が1となることを意味する。
不偏レンダリング手法は以下を含む:
- パストレーシング
- ライトトレーシング
- 双方向パストレース
- メトロポリス光輸送（及びその派生のエネルギー再配分パストレーシング[1]）

## 不偏レンダラー
- Arnold[2]
- LuxRender
- Cycles
- Arion
- Indigo Renderer
- Maxwell Render
- Octane Render (GPU)
- NOX renderer
- Thea render (任意)
- Kerkythea (ハイブリッド)
- mental ray (任意)
- V-Ray (任意)
- KeyShot
- Mantra
- Mitsuba Render
- Guerilla Render
- Corona Renderer
- iray
- FStorm